# Subdivisions de la république de l'Altaï
La république de l'Altaï est divisée en 10 raïons et une ville. Ces raïons sont nommés en langue altaï, aïmak (altaï méridional : аймак, ligue), comme au sein du Régime des ligues et bannières, créés en accord entre les Mandchous de la dynastie Qing, en Chine et leurs alliés Mongols et Turques.

## Raïons
1. raïon de Chebalino (chef-lieu : Chebalino)
2. raïon de Koch-Agatch (chef-lieu : Koch-Agatch)
3. raïon de Maïma (chef-lieu : Maïma)
4. raïon d'Ongoudaï (chef-lieu : Ongoudaï)
5. raïon d'Oulagan (chef-lieu : Oust-Oulagan)
6. raïon d'Oust-Kan (chef-lieu : Oust-Kan)
7. raïon d'Oust-Koksa (chef-lieu : Oust-Koksa)
8. raïon de Tchemal (chef-lieu : Tchemal)
9. raïon de Tchoïa (chef-lieu : Tchoïa)
10. raïon de Tourotchak (chef-lieu : Tourotchak)

## Ville
1. Gorno-Altaïsk